# Булахов, Виктор Васильевич
Виктор Васильевич Булахов ( 1 февраля 1959 года, Харьков — 2 января 1995 года, Грозный) — заместитель командира зенитного дивизиона по вооружению 131-й отдельной Краснодарской Краснознамённой орденов Кутузова и Красной Звезды казачьей мотострелковой бригады, майор. Кавалер ордена Мужества (посмертно).

## Биография
Родился 1 февраля 1959 года в  Харькове, Украина, в семье рабочего Харьковского тракторного завода, русский. Окончил харьковскую 32-ю СОШ. В 1976 году, через Фрунзенский РВК Харькова, поступил и в 1980 году окончил Полтавское высшее зенитное ракетное командное училище.
По окончании училища направлен на Дальний Восток, в Хабаровск командиром взвода.  Позднее, был направлен специалистом в Йеменскую Арабскую Республику.
В представлении к назначению на высшую должность отмечается:

Представляется к назначению на должность начальника штаба-заместителя командира зенитного дивизиона 102 мотострелкового полка 9-й мотострелковой дивизии
Представляется к назначению на высшую должность, в порядке реализации аттестационного вывода.
Капитан БУЛАХОВ В.В. грамотный, дисциплинированный, инициативный офицер. Обладает высокими организаторскими способностями. Постоянно повышает своя профессиональный уровень. По итогам боевой и политической подготовки за 1991 год батарея капитана БУЛАХОВА В.В. оценена на хорошо. Лично по основным предметам командирской подготовки показал хорошие и отличные результаты. В батарее поддерживается твердая воинская дисциплина, высокая организованность и хороший внутренний порядок.
Технику и вооружение батареи постоянно содержит в боеготовом состоянии.
Боевые документы отрабатывает грамотно о высокой штабной культурой.
По характеру спокоен, выдержан. Пользуется заслуженным авторитетом в коллективе.
По вопросу назначения беседовал лично, с назначением на должность начальника штаба-заместителя командира зенитного дивизиона согласен.
Представление рассмотрено и одобрено на заседании постоянно действующей аттестационной комиссии полка. Протокол № 14 от 21 ноября 1991 года.
Ходатайствую о назначении капитана БУЛАХОВА В.В. на должность начальника штаба-заместителя командира зенитного дивизиона.
Командир 102 мсп полковник М. Г. Аубакиров
— «Книга Памяти. Адыгея»
Принимал участие в миротворческих операциях на территории Северной Осетии и Ингушетии.
Принимал участие в боевых действиях на территории Чеченской Республики с декабря 1994 года.
С 31 декабря 1994 года на 1 января 1995 года, в xoдe ожесточённых боёв в городе Грозный проявил мужество и героизм. В условиях, сопряжённых с риском для жизни В. Булахов умело организовал ремонт и восстановление повреждённой техники, доставлял на передовые позиции боеприпасы.
В ходе прорыва из окружения, лично помогал раненным эвакуироваться с поля боя. В его транспортно-заряжающую машину (ТЗМ) попал снаряд. Булахов получил тяжёлое ранение. Русские семьи, наблюдавшие этот бой, эвакуировали его и других военнослужащих в подвал.
Как вспоминал житель Грозного — Владимир Н.:
«Когда первого числа принесли раненых, майора Булахова в комнату положили, а Мочалова и лейтенанта Барабашникова [Барбашинов Максим Игоревич лейтенант в/ч 69771 276 мсп] — на кухню. Сделали им обезболивающие уколы. Лейтенант был очень плохой, кровью исходил, мы бинтовали его, он начал кричать, бинты срывать. Потом начался обстрел из гранатомётов. Машина снова загорелась, а в ней ведь полно снарядов. На счастье, не взорвалась.»
Майор Булахов умер 2 января в два часа ночи буквально у Володи на руках.
«Умер, как старый солдат: молча, стиснув зубы, видимо, от нестерпимой боли. Дольше боролся за жизнь лейтенант Барбашинов. Но спустя несколько часов умер и он. Их 4 января похоронили во дворе, завернув майора в ковёр, а лейтенанта — в ковровую дорожку… Молча постояли, склонив головы, молча вернулись в подвал. „Если останемся живы“, — сказал кто-то тогда».
По воспоминаниям жителя Грозного, Юрия Васильевича Т. : «Ждём-ждём наших. И вот числа 15-го пошёл я за дровами, прихожу, а ребята сообщают: А тут генерал приезжал (генерал-майор А. Дорофеев — Е.Г.), забрал раненых, нам руку пожал, назвал героями<…>».
Отец Виктора — Василий Андреевич в письме в часть писал:

<… >Виктор мог бы не погибнуть, вырваться из окружения, если бы не подбирал раненных по пути следования его машины. Но это был бы не Виктор, потому что отличительной чертой его характера были человечность и порядочность<…>— Из письма в часть отца Булахова
1 января 1995 года, находясь в колонне помощи, в бою в Грозном получил смертельное ранение.  Умер ночью 2 января 1995 года. Похоронен 22 января 1995 года на кладбище в Полтаве, Украина.

## Награды
Награждён медалью «За боевые заслуги»— Указ Президиума Верховного Совета СССР от 19.02.1986 года.
Имеет награду от благодарного Йеменского народа, так как Виктор 3 года выполнял свой воинский и интернациональный долг в этой арабской республике.
Он также награждён другими юбилейными медалями.
Указом Президента РФ от 30.01.1995 года награждён орденом Мужества (посмертно), «за мужество и отвагу, проявленные в период боевых действий в Чеченской Республике».

## Семья
- Отец — Василий Андреевич Булахов
- Мать — Булахова
- Жена — Елена Булахова
- Сын — Максим
- Сын — Артём

## Память

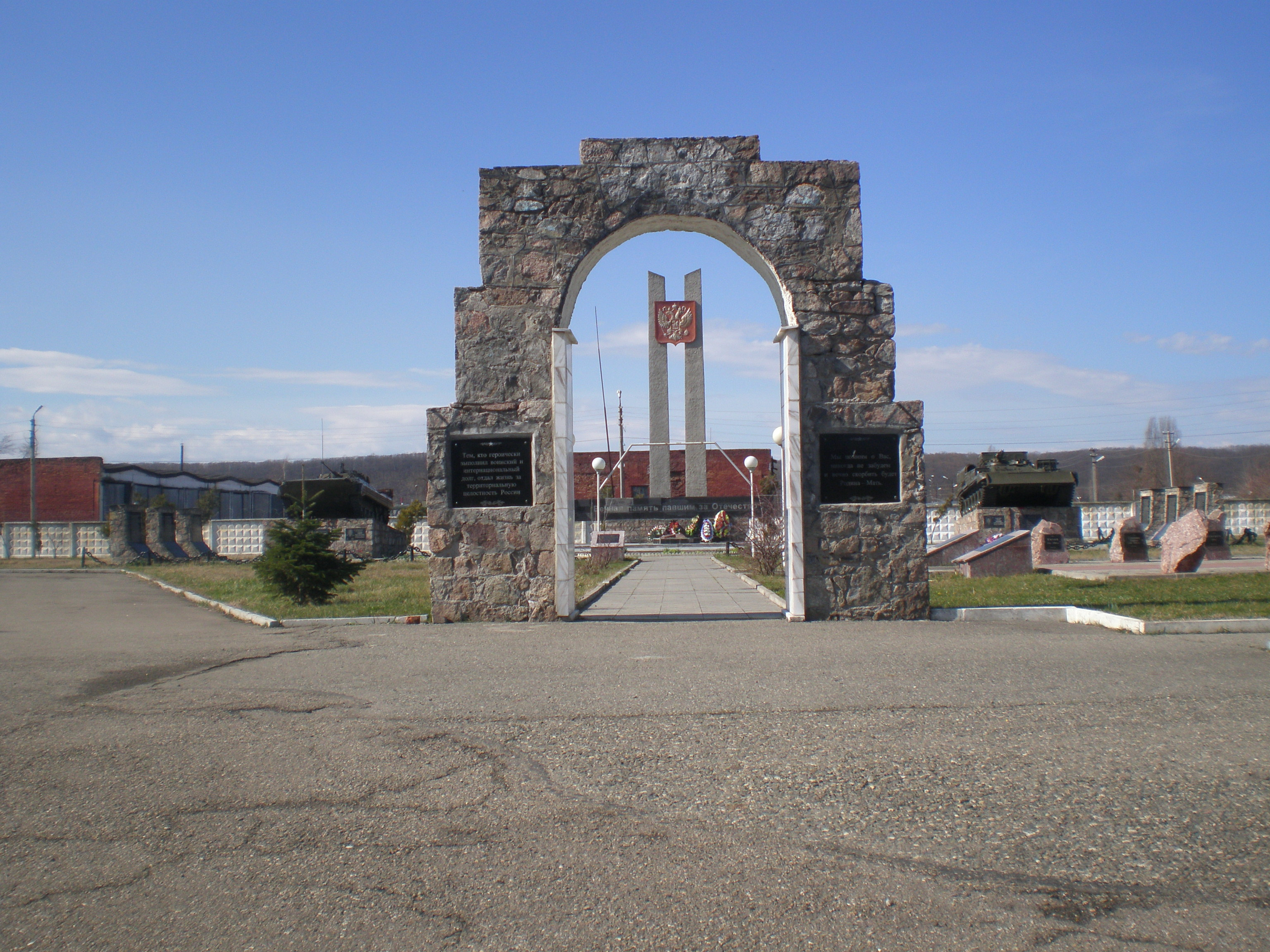
Мемориал воинам, павшим в локальных конфликтах, Майкоп

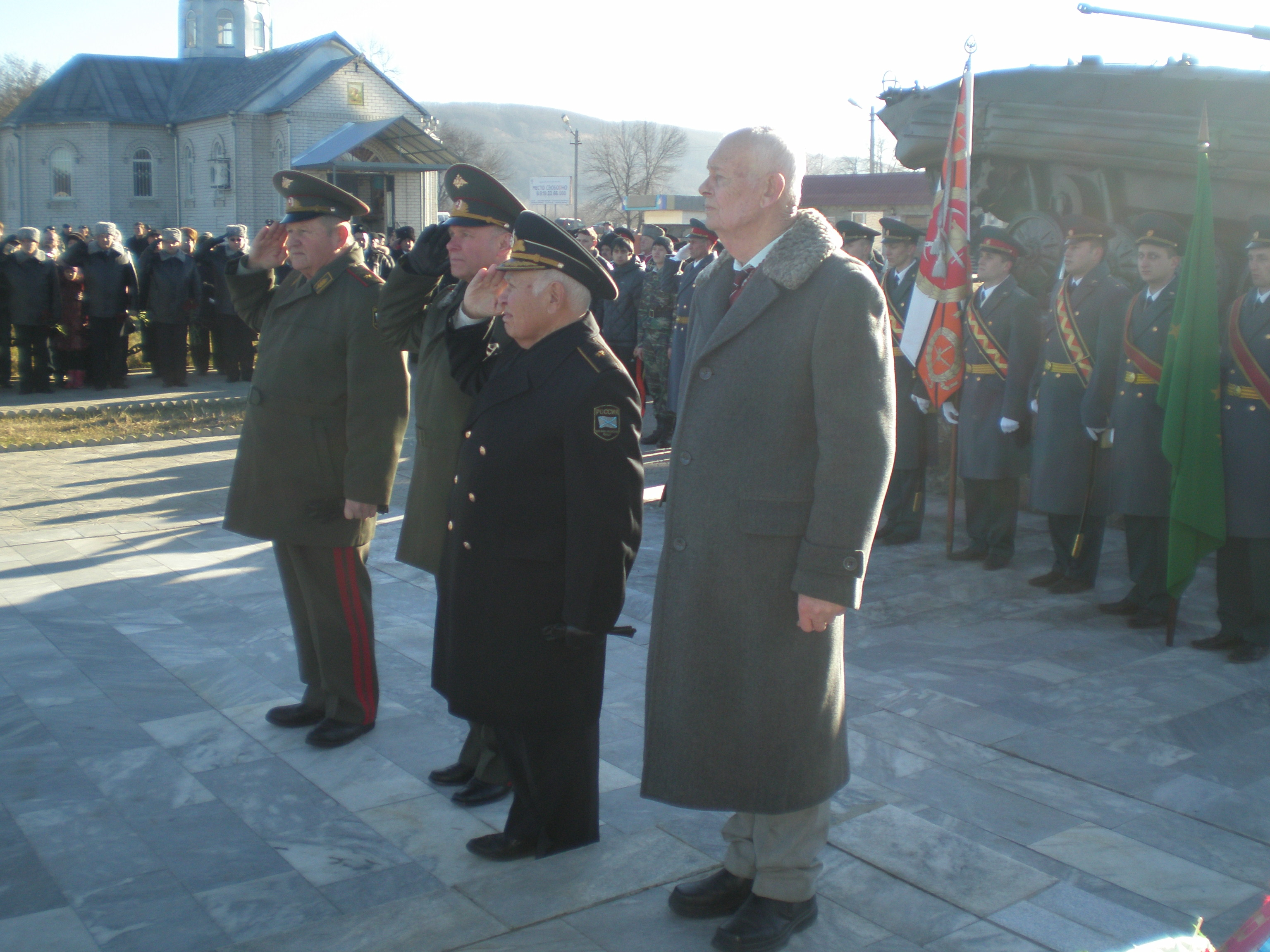
В День памяти погибших в локальных конфликтах у памятника воинам бригады. Генералы А. А. Дорофеев, Ю. Н. Колягин, М. М. Тхагапсов, Ю. Ф. Щепин. Майкоп, 2 января 2013 года

- 2 января в Адыгее Законом республики установлен «День памяти воинов, погибших в локальных конфликтах»[6][7];
- В Майкопе в месте дислокации 131-й отдельной мотострелковой бригады, установлен Мемориал, посвящённый воинам бригады, погибшим в локальных конфликтах[8]: на постаменте установлен БРЭМ-1 и две памятные таблички:
- Герой России лейтенант Осокин, Евгений Анатольевич
- Список военнослужащих: 
  - полковник Пиха, Николай Иванович
  - майор Булахов, Виктор Васильевич
  - майор Гоголев, Владимир Николаевич
  - майор Петров Николай Александрович
  - ст. лейтенант Гужбин Сергей Евгеньевич
  - лейтенант Божко Сергей Николаевич
  - лейтенант Гуща Сергей Григорьевич
  - лейтенант Елисеев Владимир Викторович
  - ст. прапорщик Гопиенко Николай Витальевич
  - майор Манкиров, Климентий Николаевич

Шесть пилонов со списками фамилий: 2 группы по 3 пилона, с левой и правой сторон памятника.
Каждый год 2 января на мемориале проводится торжественно-траурная перекличка погибших воинов. 
- На могиле установлен надгробный памятник.